# Shopaholic Nicol
Nikola Čechová (* 6. prosince 1989, Praha) alias Shopaholic Nicol je česká youtuberka, bývalá moderátorka televize Óčko a TV Nova, a také blogerka zabývající se módou. Společně s Milanem Peroutkou moderovala v letech 2019–2021 pořad Snídaně s Novou. Jedná se o jednu z nejlépe vydělávajících a nejodebíranějších youtuberek v Česku. V soutěži Blogerka roku 2015 vyhrála v kategorii video. V roce 2015 se umístila v žebříčku 77 nejvlivnějších Čechů časopisu Forbes na sociálních sítích jako 42., v roce 2016 se umístila již na 10. místě. V roce 2017 vydala svoji první píseň s názvem ZTRACENÁ.
V roce 2022 se zúčastnila reality show Survivor, která se vysílala na TV Nova.

## Život
Nikola Čechová se narodila 6. prosince 1989 v Československu. Má starší sestru a mladšího bratra. Vystudovala střední pedagogickou školu a poté studovala od roku 2009 do roku 2014 na Univerzitě Jana Amose Komenského v Praze v bakalářském i magisterském studiu obor sociální a mediální komunikace. Tématem její bakalářské práce byly Specifické televizní žánry v České televizi a diplomové práce Virální marketing na českém a světovém trhu. V červnu roku 2013 se vydala během studia na tři měsíce do Londýna, kde bydlela a pracovala. Původně měla natáčení jako vedlejší činnost, později se jím začala živit.
Svůj veřejný YouTube kanál si založila 7. listopadu 2011. Proslavila se hlavně videem „Nikdy jsem…“ s Petrem Lexou alias Hoggym; to má přes 1 500 000 zhlédnutí a je jejím nejsledovanějším videem. Natáčela dále například s Jirkou Králem, Jmenuju se Martin, Flabgee či jinými kamarády. Zúčastnila se všech ročníků festivalu Utubering. V říjnu 2017 byla jedním z hostů v Show Jana Krause.
Od prosince 2019 na svém YouTube kanále nezveřejnila žádné nové video.
V září 2020 se objevila ve videoklipu k písničce Cowboy od Pokáče, kde hrála holku z vesnice.
Dne 31. května 2021 spustila provoz své módní značky s názvem Lacl. Dle jejích slov jí záleží hlavně na poctivosti a udržitelnosti oblečení.
Mezi lety 2017 až 2021 tvořila pár s českým kameramanem Jakubem Mahdalem.
Mezi lety 2018 a 2019 byla moderátorka pořadu V centru.
V roce 2022 soutěží v reality show Survivor Česko & Slovensko, která měla premiéru 18. ledna 2022.
V srpnu 2023 oznámila na svém instagramovém účtu těhotenství. Svého prvního potomka čeká s partnerem Adamem.
Dne 10. března 2024 porodila svého prvorozeného syna a dala mu jméno Hugo.